# Cleomella brevipes
Cleomella brevipes là một loài thực vật có hoa trong họ Màng màng. Loài này được S.Watson mô tả khoa học đầu tiên năm 1882.